# Roberta Brunetová
Roberta Brunetová (* 20. května 1965 Aosta) je bývalá běžkyně na střední vzdálenosti z Itálie.
Startovala na čtyřech letních olympijských hrách (1988, 1992, 1996 a 2000). Získala bronzovou medaili na mistrovství Evropy na 3 000 metrů v roce 1990 a poté na letních olympijských hrách v roce 1996 získal bronzovou medaili na 5 000 metrů, stříbrnou medaili ve stejné disciplíně na mistrovství světa 1997. Je dvojnásobnou národní šampionkou na 5 000 metrů.